# Caracanthus maculatus
Caracanthus maculatus is een straalvinnige vissensoort uit de familie van schorpioenvissen (Scorpaenidae). De wetenschappelijke naam van de soort is voor het eerst geldig gepubliceerd in 1831 door John Edward Gray (als Micropus maculatus).
De soort komt voor in tropische zeeën in de Indo-Pacifische gebieden, de Micronesische eilanden, tot  het zuiden van Japan. Ze houdt zich vaak op tussen koraalriffen op geringe diepte (3-15 meter)
Het zijn kleine vissen; tot 5 cm lang met een bleek lichaam bedekt met talrijke rode stippen. Ze zijn ook populair als aquariumvissen.